# Abadia dos Dourados
Abadia dos Dourados este un oraș din unitatea federativă Minas Gerais, Brazilia.